# Thomas Pelika
Thomas Netato Pelika, né le 14 mai 1955 au village de Kwaikama et mort le 30 octobre 2019 à Lae, est un homme politique papou-néo-guinéen.

## Biographie
Fils d'un policier autochtone de l'ère coloniale, il entre à son tour dans la Royal Papua New Guinea Constabulary (en) en 1974, l'année avant l'indépendance de la Papouasie-Nouvelle-Guinée. Il devient à terme chef surintendant et commandant des forces de police de la province de l'Ouest,. Il entre au Parlement national aux élections de 1992 comme député du district de Menyamya, avec l'étiquette de la Ligue pour le progrès national. Réélu en 1997, cette fois sans étiquette, il est ministre de la Police et des Services pénitenciers de 1998 à 1999 dans le gouvernement de Bill Skate,. 
Battu dans sa circonscription aux élections législatives de 2002, il s'y présente également sans succès en 2012 mais retrouve son siège aux élections de 2017, comme candidat du Pangu Pati. Il entend être un membre fondateur du Parti travailliste unifié début novembre 2019, mais meurt quelques jours avant à l'hôpital à Lae, à l'âge de 64 ans et après une longue maladie,,. 